# صبح الأعشى
صبح الأعشى في صناعة الإنشا هو كتاب يتكون من 14 جزء من تأليف أبو العباس القلقشندي المتوفى سنة 821 هـ 1418م، الذي كان يتولى منصب ديوان الإنشاء في عهد السلطان الظاهر برقوق، ويعتبر الكتاب موسوعة شاملة لجميع العلوم الشرعية والأدبية والجغرافية والتاريخية.

## تعريف بالكتاب
تعد هذه الموسوعة أحد المصادر العربية الواسعة التي تتناول مواضيع متعددة منذ الفترات الأولى في الإسلام عن أنظمة الحكم، والإدارة، والسياسة، والاقتصاد، والمكتبات، والولايات والعهود والعادات والتقاليد والملابس، في الشرق العربي. وفي الكتاب يتناول القلقشندي صفات كاتب الإنشاء ومؤهلاته وأدوات الكتابة وتاريخ الدواوين التي تعرف في الوقت الحاضر بمسمى الوزارات، وأيضاً يتناول الإنشاء في البلاد العربية وفنون الكتابة وأساليبها، ويصف الكتاب أشكال ملابس الجنود، والأسلحة، ومواكب تنصيب الخلفاء والسلاطين، وعن مناسبات استطلاع هلال رمضان، وموائد الإفطار، وملاعب السباق والألعاب الرياضية، ويصف أشكال العمائم والملابس ومراكب الدواب، ومظاهر المجتمع العربي وتقاليده وأعرافه وظواهره الاجتماعية.
جاء في كشف الظنون أن صبح الأعشى يقع في «سبعة أجزاء كل منها في صناعة الإنشاء لا يغادر صغيرة ولا كبيرة إلا ذكرها وجعل بابا من أبوابه مخصوصا بعلم الخط وأدواته».
كما أطنب القلقشندي في الجوانب السياسية والإدارية في مصر وبلاد الشام والدول المجاورة لها في عصره، وهو العصر المملوكي، وأثبت وثائق مهمة عن الأحوال السياسية والاقتصادية والاجتماعية الإدارية والجغرافية في عصره، فجاء الكتاب موسوعة في فن الكتابة للدولة وفن الترسل وما يتعلق بهما.

## الترجمات
تُرجم الكتاب إلى عدة لغات وذلك لما فيه من معلومات زاخرة ومهمة، تُرجم جزء منه إلى الألمانية من قبل المستشرق الألماني فستنفلد، وترجم المستشرق البلجيكي لامنس جزء خاص بالرسائل بين الملوك، وترجم المستشرق الفرنسي سوفير جزء منه يتعلق بالمكاتبات العربية.

## طبعاته
طبع الكتاب غير ذي مرة:
- في أكسفورد سنة 1913 م بالزنكوغراف، ثلاثة أجزاء من سبعة.
- في مطبعة بولاق سنة 1323 هـ، نشر دار الكتب المصرية قطعة منه.
- في مطبعة دار الكتب المصرية سنة 1331 هـ إلى 1338 هـ طبع كاملا في 14 مجلدا.
- في بيروت سنة 1409 هـ نشر دار الكتب العلمية، بتحقيق محمد حسين شمس الدين.[6]

## كتب تتعلق به
- «ضوء الصبح المسفر وجني الدوح المثمر» - وهو مختصر صبح الأعشى وهو من تأليف القلقشندي أيضا. ذكر فيه أنه خدم بتأليف هذا المختصر خزانة القاضي محمد بن محمد بن محمد بن عثمان البارزى الحموي. وقد طبع الجزء الأول منه بعناية محمود سلامة صاحب في مصر سنة 1324 هـ / 1906 م.[7]
- «فهارس كتاب صبح الأعشى» - محمد قنديل البلقي، نشر مكتبة عالم الكتب بالقاهرة سنة 1390 هـ.
- «فهارس صبح الأعشى» - محمد حسين شمس الدين، نشر دار الكتب العلمية بيروت سنة 1409 هـ.
- «التعريف بمصطلحات صبح الأعشى» - محمد قنديل البلقي، نشر الهيئة المصرية العامة للكتاب سنة 1983 م.